# Duxford
Duxford – wieś w Anglii, w hrabstwie Cambridgeshire, w dystrykcie South Cambridgeshire. Leży 13 km na południe od miasta Cambridge i 68 km na północ od Londynu. W 2001 miejscowość liczyła 1836 mieszkańców.
W pobliżu Duxford znajduje się muzeum wojskowe Imperial War Museum Duxford.